# Ayla Çekin Satijn
Ayla Çekin Satijn is een Belgische actrice en regisseur. Overkoepelende thema's in haar films zijn cultuur, identiteit en seksuele geaardheid en deze vinden hun oorsprong in het persoonlijke leven van Satijn. Haar doel is dan ook om verhalen te vinden die naast de worstelingen van het leven tussen twee culturen in, ook de schoonheid, kracht en humor hiervan naar de voorgrond brengen.
Ze speelde in de televisieseries ANNE+ en Dirty Lines en Deep Shit. in 2021 werd haar debuutfilm Beş op het Nederlands Film Festival vertoond als deel van de debuutcompetitie. Ook won de film de European Audience Award. Haar tweede kortfilm, Yildiz, verscheen ook voor het eerst op het scherm van het Nederlands Film Festival, alleen dan in 2024. Kort daarna trok ze met de film de grens over naar het Cannes Filmfestival, waarvoor die in hetzelfde jaar genomineerd was.
Daarnaast is Satijn medeoprichter van het feministische theatercollectief Club Lam.

## Levensloop
Ayla Çekin Satijn groeide op in Maasmechelen als het eerste biculturele kind van haar Nederlandse moeder en Turkse vader. Ze studeerde in 2017 af aan de HKU in Utrecht, waar ze in 2020 nog samen met Freek Donkers een kortfilm met de titel Akela voor regisseerde.

## Persoonlijk
Ayla Çekin Satijn woont in Amsterdam en identificeert zich als queer.

## Filmografie als actrice
- ANNE+ (2021) als Maya
- Klikbeet (2024)
- Dirty Lines (2022) als Eva Luten
- Deep Shit (2021) als verkoopster dierenspeciaalzaak/gijzelaar
- SpangaS op zomervakantie (2019) als Clara
- Flikken Maastricht (2022) als Esra
- Selfmade Man (2021) als straatflirt
- Anne Plus (2020) als Maya

## Filmografie als regisseur

### Korte films
- Akela (2020)
- Beş (2021)
- Yildiz (2024)